# Clausens Pakhus
Clausens Pakhus er en fredet bindingsværksbygning i Nysted på det sydlige Lolland. Bygningen er opført i 1807 som kornmagasin af en lokal købmand. I dag er det indrettet som bibliotek.

## Historie
Clausens Pakhus blev opført i 1807 af købmanden Peter Gommensen Clausen (1762-1811), der skulle bruge bygningen som kornmagasin. Ved Clausens død i 1811 overtog Martin Sophus Mackeprang købmandsforretningen efter han havde giftet sig med Clausens enke.
Ved opførslen var hele bygningen bygget i bindingsværk, men kort inden 1847 valgt man at ombygge underetagens langsider til grundmur med luger i støbejern. I 1851 blev der opført yderligere tæt ved kaldet Bønnelyches Pakhus opkaldt efter købmanden Christian Bønnelyche. Igennem flere år havde bygningen flere ejere.
I 1921 A. Nielsen & Co hele bygningen, og i 1954 blev pakhuset fredet. Nysted Kommune købte bygningen, samt Bønnelyches Pakhus og området omkring bygningerne i 1979. I flere år blev den ikke brugt, men i 1989 blev den indrettet som byens bibliotek. I den forbindelse erstattede man lugerne med vinduer for at få lys ind i bygningen.

## Beskrivelse
Clausens Pakhus er opført i bindingsværk, og består af 16 fag i to stokværk. Underetagen er grundmuret i siderne og soklen er i kampesten. Begge gavle er opført helt i bindingsværk.
Taget er et valmet, rødt tegltag. Alt træværk, samt soklen, er sorttjæret, mens tavlerne er gulkalket.